# Kellberg (Thyrnau)
Kellberg ist ein Gemeindeteil der Gemeinde Thyrnau und eine Gemarkung im niederbayerischen Landkreis Passau. Das Pfarrdorf liegt etwa zweieinhalb Kilometer südöstlich von Thyrnau an der Kreisstraße PA 29 hoch über der Donau auf der Gemarkung Kellberg.

## Geschichte
Die Pfarrei wurde urkundlich erstmals 1076 erwähnt. Sie ist die Mutterkirche der Pfarreien Haag, Hauzenberg und Thyrnau. Die Pfarreien Kellberg und Hauzenberg gehörten seit dem 12. Jahrhundert zum St. Ägidien-Spital in der Passauer Innstadt. Das dortige „Innbruckamt“ verwaltete neben der Innbrücke und dem Leprosen-Hospital auch die dem St. Ägidien-Spital inkorporierten Pfarreien, die vom jeweiligen „Bruckpfarrer“ zu vergeben waren. Zu diesen zählten neben St. Severin mit Schardenberg und Wernstein auch St. Weihflorian, Kellberg, Hauzenberg, Kopfing, Münzkirchen und Tettenweis.
Seit 350 Jahren lässt sich ein Schulbetrieb im Ort nachweisen.
Zu Ostern 1838 entdeckte der Passauer Arzt und Naturforscher Joseph Waltl, von dem Ortsgeistlichen darauf aufmerksam gemacht, am Arzberg etwa einen Kilometer östlich Kellbergs eine Mineralquelle mit eisenhaltigem Wasser. Jakob Stadler aus Eggersdorf erwarb den Grund und die Konzession zum Betrieb eines Bades. Am 26. Juli 1839 wurde der Badebetrieb eröffnet. Schon in diesem Jahr waren 18 Fremdenzimmer eingerichtet, es wurden Tropf-, Staub-, Dampf-, Sole-, Jod- und andere Bäder unter der Aufsicht von Waltl verabreicht. Aus Süddeutschland und Österreich kamen zahlreiche Gäste aus allen Schichten der Bevölkerung.
1852 weilte König Max II. in Kellberg. An seinen Besuch erinnern die heutige König-Max-Höhe und die König-Max-Promenade. Am 25. November 1904 erhielt der Ort mit der Eröffnung der Bahnstrecke Passau-Voglau–Hauzenberg einen Eisenbahnanschluss.
Nach alten Karten zu urteilen gehörte zur Gemeinde Kellberg die heute österreichische Donauinsel Soldatenau. Die Staatsgrenze zu Österreich verlief damals am rechten Donauufer.
Die heutige Grenze wurde durch den bayerisch-österreichischen Grenz-Vertrag vom 2. Dezember 1851 festgelegt, der den Grenzverlauf in der Donau zwischen Kräutelstein und Dandlbach auf den »Haupt-Talweg« festlegt. Im selben Vertrag wurde auch eine Grenzbegradigung im Bereich des Kräuter(graben)bachs vereinbart.
Um die Jahrhundertwende wurden in den sechs Badezellen des Stahlbads an die 2500 Bäder verabreicht. Das Bayerische Staatsministerium des Innern erkannte am 12. Juli 1920 die Quelle als öffentlich benutzte Heilquelle an.
Im Jahr 1957 erwarben der Passauer Arzt Franz Schedel und seine Frau die Anlage mit 15 Hektar Grund. Die weitgehend verfallene Anlage wurde nach vergeblichen Renovierungsversuchen 1959 durch einen Neubau ersetzt. 1974/75 erfolgte eine Erweiterung des Komplexes auf 180 Zimmer. Bis heute bietet die Klinik Prof. Schedel ein breitgefächertes Therapieangebot.
1972 wurden die Gemeindeteile Edlhof, Erlau und Holzschleife nach Obernzell ausgegliedert. 1973 erhielt der Ort die staatliche Anerkennung als Luftkurort. Der 31. Mai 1975 brachte die Gründung des DJK-SV Kellberg. Die Gemeinde Kellberg wurde am 1. Mai 1978 im Zuge der Gebietsreform in Bayern nach Thyrnau eingemeindet. Johann Anetseder, der seit 1956 Bürgermeister von Kellberg war, wurde vom Gemeinderat zum Ehrenbürger ernannt und war dann von 1978 bis 1984 Zweiter Bürgermeister der Gemeinde Thyrnau.

## Sehenswürdigkeiten
- Chor und Langhaus der spätgotischen Pfarrkirche St. Blasius wurden 1654 fertiggestellt und sind somit der Nachgotik zuzurechnen. Der ursprünglich als Wehrturm genutzte Turm stammt noch von einem Vorgängerbau des 14. Jahrhunderts; die Zwiebelhaube erhielt der Turm 1732. Ihre Einrichtung ist vorwiegend neugotisch. Ungewöhnlich ist der linke Seitenaltar, der sogenannte Drei-Frauen-Altar mit drei gotischen Figuren (um 1480), der hl. Ottilia in der Mitte, links davon die hl. Katharina, rechts die hl. Barbara. Ottilia war die ursprüngliche Patronin der Kellberger Kirche. Ebenfalls in der Pfarrkirche befindet sich ein spätmittelalterliches Epitaph aus Salzburger Rotmarmor, das den Ritter Degenhart II. von Watzmannsdorf darstellt. Künstler ist der Passauer Steinbildhauer Jörg Gartner.
- Die Nebenkirche St. Leonhard, eine spätgotische ehemalige Wallfahrtsstätte aus dem 15. Jahrhundert mit barocken Figuren dient heute als Friedhofskapelle. 1985 wurde die Wallfahrt mit einem Leonhardiritt neu belebt.

## Vereine
Die Freiwillige Feuerwehr Kellberg gründete sich am 8. September 1872. Der Heimat- und Trachtenverein wurde 1946 gegründet. Die Jagdhornbläsergruppe Kellberg ist eine 1963 gegründete Bläsergruppe des Jagdschutzvereins Passau und Umgebung. Am 31. Mai 1975 wurde der DJK-SV Kellberg gegründet. Die König-Max-Schützen Kellberg sind ein 1984 gegründeter Schützenverein. Der Donau Golfclub Passau-Raßbach zwischen Kellberg und Thyrnau wurde 1988 eröffnet.